# Денгалёв, Геннадий Иванович
Геннадий Иванович Денгалев (бел. Генадзь Іванавіч Дзенгалёў, род. 19 июля 1973 год, Белыничи, Белыничский район, Могилёвская область, Белорусская ССР, СССР) — белорусский государственный деятель.

## Биография
Родился в 1973 году в Белыничах, в семье потомственных строителей. Там Геннадий Денгалев учился в средней, спортивной и музыкальной школах, после 8 класса в 15 лет поступил в Могилевский строительный техникум. После окончания техникума вернулся на родину и начал трудовую деятельность дублером мастера, а затем получил должность мастера.
Окончил Белорусскую государственную политехническую академию и Академию управления при Президенте Республики Беларусь.
Вернувшись на родину женился и родил сына. Работал на Белыничской ПМК-241. Затем вместе с семьёй переехали в Могилевский район, где Геннадий работал сначала главным инженером-строителем колхоза «Маяк», затем заместителем начальника ПМК-270 «Могилевоблсельстроя», директором УПТК стройтреста №12. После работы в должности директора на стройтресте перешел в трест «Могилевхимремонт» заместителем генерального директора, а через полгода возглавил предприятие. Еще через шесть лет Геннадия Денгалева пригласили на должность руководителя УКСа Могилевского горисполкома. Затем был назначен на должность начальника республиканского унитарного предприятия «Главное управление капитального строительства» Управления делами Президента Республики Беларусь. С 2015 года и на момент назначения на должность председателя Борисовского райисполкома работал генеральным директором Минского областного производственного проектно-строительного унитарного предприятия «Минскоблсельстрой».
14 сентября 2017 года по решению Президента Республики Беларусь Александра Лукашенко был назначен на должность Председателя Борисовского районного исполнительного комитета.
18 сентября 2017 года борисовские депутаты в едином порыве одобрили его кандидатуру.
В начале мая в приемной Борисовского районного исполнительного комитета сообщили, что Геннадий Денгалев находится на больничном и не может принимать граждан. По состоянию на 1 июня 2020 года он до сих пор находился на больничном. Чем болел Геннадий Денгалев неизвестно.
С 3 мая 2022 года ушёл с поста Председателя Борисовского районного исполнительного комитета. На его место вступил в должность Николай Карпович.
С 13 мая 2022 года вступил в должность Заместителя Председателя Могилёвского областного исполнительного комитета по вопросам строительства и ЖКХ.

## Личная жизнь
Женат, есть сын.

Моему сыну 22 года, он закончил БНТУ, женат, учится в магистратуре и работает, проживает с супругой в Минске. Моей супруги, к сожалению, рядом со мной нет, потому что она привязана к своей матери. Здесь я не могу пока создать условия для содержания матери— сказал Геннадий Денгалев на встрече с предпринимателями Борисова